# Verband der Osteuropahistorikerinnen und -historiker
Der Verband der Osteuropahistorikerinnen und -historiker e.V. (kurz VOH) ist Zusammenschluss und Vertretung der Historiker, die sich mit der Geschichte Osteuropas beschäftigen. 

## Geschichte
Der Verband geht auf den im Juli 1977 gegründeten Arbeitskreis der Osteuropahistoriker an den Hochschulen des Landes Nordrhein-Westfalens zurück, aus dem sich bei seinem 5. Treffen am 27. Juni 1980 der „Verband der Osteuropahistoriker e.V.“ gründete, der Zusammenschluss und Vertretung für Wissenschaftler aus Deutschland, Österreich und der Schweiz bieten sollte. Ab 2001 firmierte der Verein zunächst als Verband der Osteuropahistoriker und -historikerinnen, seit etwa 2007 als Verband der Osteuropahistorikerinnen und -historiker.

## Zweck
In der Satzung des Vereins heißt es:

„Der VOH dient dem Zweck, in der Öffentlichkeit Interesse für die Geschichte Osteuropas zu wecken und zu fördern; für die Belange der Osteuropahistoriker in Forschung und Lehre einzutreten; die Kommunikation der Osteuropahistoriker untereinander zu intensivieren; Kontakte zu Wissenschaftlern anderer Fachrichtungen aufrechtzuerhalten und zu entwickeln sowie das Gespräch mit Historikern aus Osteuropa zu pflegen; den wissenschaftlichen Nachwuchs zu fördern.
Der VOH sieht seine Aufgabe insbesondere darin, Begegnungen der Osteuropahistoriker zu ermöglichen, Informationen über Arbeitspläne und Forschungsvorhaben zu vermitteln, eine Vertretung der Osteuropahistoriker in Fachverbänden zu sichern, Kontakte zu Stellen der staatlichen Forschungsförderung zu unterhalten und als Sprecher der Osteuropahistoriker in allen sie interessierenden Fragen aufzutreten.“

## Tagungen
Seit 2006 veranstaltet der Verband in unregelmäßigen Abständen Konferenzen, aber auch Kolloquien zur Geschichte Osteuropas.

## Fritz Theodor Epstein-Preis
Der Verband der Osteuropahistorikerinnen und -historiker e.V. vergibt alle zwei Jahre einen nach Fritz Theodor Epstein benannten Preis für hervorragende Dissertationen. Den Preis erhielten 1986 Trude Maurer und Ekkehard Klug, 1988 Manfred Gerwing, 1990 Gabriele Lesser und Robert Maier, 1992 Hubertus Jahn und Dietmar Neutatz, 1995 Beate Fieseler, 1998 Eva Tenzer und Thomas M. Bohn, 2000 Anna Veronika Wendland, 2002 Matthias Stadelmann, 2004 Frithjof Benjamin Schenk, 2006 David Fees, 2008 Sandra Dahlke, 2010 Jörn Happel und Börries Kuzmany, 2012 Jan Hennings. 2016 erhielt den Preis Ivo Mijnssen und Ulrich Hofmeister, 2018 Justyna Turkowska und 2020 Markus Nesselrodt und Alexa von Winning.